# 美の京都遺産
『美の京都遺産』（びのきょうといさん）は、2004年7月4日から2016年3月27日まで毎日放送で放送されていたテレビ番組。
番組は、毎回京都の神社仏閣・庭園・伝統工芸・近代建築などを音楽に乗せて紹介。伝統行事や京都にゆかりの芸術家も特集していた。
テーマ曲は久石譲のオリジナル楽曲「Legend」。ナレーションは主に津嘉山正種が担当していたが、西靖などのMBSアナウンサーが代行することもあった。